# Dungeon Master
En Dungeon Master (eller GameMaster/GM) er spillemesteren i rollespil, en person som er fortælleren. Han eller hun har klargjort et eventyr som spillerne skal ud på. Spillemesteren bestemmer så også udfaldet af hvad de forskellige handlinger udgør og hvad der sker når spilleren foretager sig noget.
Spillemesteren skal også gøre det sjovt for spillerne, og laver en god balance så ikke der kommer for stærke/svage monster så spillet ikke bliver sjovt mere.
Gode spillemestre har et godt overblik, skarpe vitser og en masse ideer.
Se også spillemester (Game Master)
- Dungeon Master Encyclopaedia (en)(fr) Arkiveret 24. juli 2007 hos  Wayback Machine
- Dungeon Master – forum (en) Arkiveret 3. juni 2017 hos  Wayback Machine

| Spil | Spire Denne artikel om spil eller lege er en spire som bør udbygges. Du er velkommen til at hjælpe Wikipedia ved at udvide den. |